# 小山修三
小山 修三（こやま しゅうぞう、1939年〈昭和14年〉3月24日 - 2022年〈令和4年〉10月26日）は、日本の文化人類学者・考古学者。専門は、民族学（オーストラリア・アボリジニ）・考古学（縄文時代）。国立民族学博物館名誉教授。　

## 経歴
1939年、香川県観音寺市生まれ。国際基督教大学教養学部人文科学科で学び、大学時代の友人には後に漫画評論家・小野耕世がいた。1964年に卒業し、國學院大學大学院文学研究科日本史専攻に進学し、1968年に修士課程を修了。1971年に同研究科博士課程を単位取得退学。カリフォルニア大学博士課程に留学し、1976年に学位論文「Jomon Subsistence and Population」を提出して学位修得（ カリフォルニア大学デービス校）。
カリフォルニア大学特別研究員を経て、1976年に国立民族学博物館助教授に就任。1991年に同館教授に昇格。1996年からは同館第4研究部長を務め、民族学研究開発センター長を兼任した。2002年3月に同館定年退官し、名誉教授となった。
2004年6月に吹田市立博物館館長に就任。同館では特別展の企画運営を中心に市民参加を積極的に進め、2006年（平成18年）春の「千里ニュータウン展」、2007年（平成19年）秋の「'07EXPO'70－わたしと万博」などユニークな企画を行い、多数の来館者を集め、市民企画の新しい博物館のあり方を示した。飾らない人柄で吹田市民からは「カンチョー」と呼ばれ親しまれた。同館在任中、しばしば自ら「すいはく（吹田市立博物館）のトム・クルーズ」と名乗っていた。2012年5月に同館館長を退任。2013年、千里文化財団理事長に就任した。2018年３月に理事長退任。　
2022年10月26日午後11時5分、肺炎のため奈良市の介護施設で死去。83歳没。

### 職歴
- 1976年 - 国立民族学博物館第四研究部助教授
- 1991年 - 国立民族学博物館第四研究部教授
- 1998年 - 国立民族学博物館民族学研究開発センター教授
- 2000年 - 国立民族学博物館民族社会研究部教授
- 2002年 - 総合研究大学院大学名誉教授
- 2004年 -2012年 吹田市立博物館館長
- 2013年 -2018年 千里文化財団理事長

## 研究内容・業績
専門は人類学で、オーストラリア・アボリジニを中心にフィールドワークを進めた。コンピュータを用いた人口解析など、人文科学と情報科学のコラボレーションなどにも取り組んだ。
縄文時代研究
- 1960年代後半から1970年代にアメリカで盛んになったプロセス考古学の影響を強く受けており、民族学（文化人類学）と考古学の接点が深いアメリカの手法を積極的に取り入れて縄文時代や縄文時代を考察した。縄文時代に関する研究の著書で評価が高いが、国内の伝統的な考古学研究の手法をとる者からの批判もある。
- 川や海に面している縄文遺跡の規模、出土する貝塚や、保存されていたドングリなどから、人口と面積の関係、つまり人口扶養能力（環境収量力）をコンピューターで解析。堅果類や魚介類、あるいは動物の分布などをマトリックスにして重ねて、土地がもつ人口扶養能力（環境収量力）を詳細に分析を行った。

## 受賞
- 1983年：日本生活学会研究奨励賞
- 1985年：樋口博士記念賞
- 1993年：大同生命地域研究奨励賞

## 主著
単著
- 『縄文時代：コンピュータ考古学による復元』中公新書 1984
- 『縄文探検』くもん出版 1990
- 『狩人の大地：オーストラリア・アボリジニの世界』雄山閣出版 1992
- 『縄文の子どもたち』朝日新聞社、1994
- 『縄文学への道』NHKブックス 1996
- 『縄文探検：民族考古学の試み』中公文庫 1998
- 『美と楽の縄文人』扶桑社 1999
- 『森と生きる：対立と共存のかたち』山川出版社 2002

共著
- 『縄文人がおもしろい』岡田康博と共著、日本能率協会マネジメントセンター 1997
- 『縄文時代の商人たち　日本列島と北東アジアを交易した人びと』岡田康博と共著、洋泉社 2000

編著
- 『日本人にとっての外国』(現代日本文化の伝統と受容 7) ドメス出版 1991
- 『狩猟と漁労日本文化の源流をさぐる』雄山閣出版 1992
- 『世界の食文化７ オーストラリア・ニュージーランド』農分協 2004
- 『梅棹忠夫 語る』日経プレミアシリーズ 2010

共編著
- 『縄文鼎談三内丸山の世界』岡田康博と共編、山川出版社 1996
- 『多文化国家の先住民－オーストラリア・アボリジニの現在－』窪田幸子と共編著、世界思想社 2002
- 『梅棹忠夫に挑む』石毛直道との共編、中央公論新社 2008

## 関連人物・項目
- 梅棹忠夫
- 石毛直道
- 佐原真
- 小松左京
- TBS「いのちの響」